# Чиксулуб
Чиксулу̀б (на езика на маите: Чикшълъб, Chicxulub, [tʃikʃu'lub]) е древен ударен кратер с диаметър около 180 km и първоначална дълбочина до 17 – 20 km, намиращ се на полуостров Юкатан, третият по големина кратер на Земята. Предполага се, че кратерът се е образувал преди около 65 млн. години в края на периода креда в резултат на удар от астероид с диаметър около 10 km. Енергията на удара се оценява на 5×1023 J или на 100 тератона в тротилов еквивалент
 (за сравнение, най-голямото термоядерно устройство е имало мощност от порядъка на 0,00005 тератона, което е 2 милиона пъти по-малко).

## Откриване на кратера
Вследствие големите размери на кратера, неговото съществуване е било невъзможно да се определи на око. Учените го откриват едва през 1978 г., което става съвсем случайно при провеждане на геофизични изследвания на дъното на Мексиканския залив.
В хода на изследванията е открита голяма подводна дъга с дължина около 70 km, имаща форма на полукръг. По данни на гравитационното поле учените намират продължение на тази дъга на сушата, на северозапад от полуостров Юкатан. Затваряйки се, дъгите оформят окръжност, диаметърът на която възлиза приблизително на 180 km.
Ударният произход на кратера е доказан чрез гравитационната аномалия вътре в пръстеновидната структура, а също по присъствието на скални породи, характерни само за ударно-взривно образуване на скали, като този извод се потвърждава и от химичните изследвания на почвата и от детайлната космическа снимка на местността.

## Последствия от падането на метеорита
Подобен удар би трябвало да предизвика вълна̀ цунами с височина 50 – 100 m, стигнала далеч навътре в материците. Преминалата по повърхността на Земята високотемпературна ударна вълна и обратното падане на изхвърлените в близкия космос (на височина над 100 km) скали, приземили се на хиляди километра от мястото на удара, са предизвикали горски пожари по целия свят, в резултат на които е последвало изхвърляне на голямо количество сажди и въглероден монооксид в атмосферата. Вдигнатите частици прах и сажди са предизвиквали изменения на климата, подобни на ядрена зима, така че повърхността на Земята няколко години е била скрита за преките слънчеви лъчи от облаци прах. С помощта на компютърно моделиране учените доказват, че във въздуха са били изхвърлени около 15 трилиона тона пепел и сажди и през деня на Земята е било тъмно като в лунна нощ. В резултат от недостига на светлина при растенията се забавя или за 1 – 2 години се инхибира (намалява скоростта на) фотосинтезата, което е довело до намаляване концентрацията на кислород в атмосферата (за времето, през което Земята е била покрита за слънчевата светлина). Температурата на континентите е спаднала с 28 °C, в океаните – с 11 °C. Изчезването на фитопланктона, най-важния елемент от хранителната верига в океана, е довело до измиране на зоопланктона и други морски животни. В зависимост от времето на наличие в стратосферата на сулфатни аерозоли, глобалната годишна средна температура на приземния въздух се е понижила с 3 °C за 16 години, намалявайки до 26 °C.
Освен това, падането на метеорита, както се предполага, е предизвикало мощна сеизмична вълна, няколко пъти обиколила земното кълбо и причинила изливания на лава в противоположната точка от повърхността на Земята (т. нар. трапи (стъпаловидни тераси) на платото Декан).
От резултатите от подводното сондиране, проведено през 2016 г. в централната част на кратера Чиксулуб, става ясно, че лежащият между пласт суевит или импактен брекчиев конгломерат и намиращият се над него палеоценов пелагически варовик, 76-сантиметров преходен слой, се е формирал за по-малко от 6 години след падането на астероида.

## Научни изследвания
Приблизителното съвпадение на времето на сблъсъка с масовото измиране на границата между мезозоя и кайнозоя е позволило на физика Луис Алварес и на неговия син, геолога Валтер Алварес да предположат, че именно това събитие е предизвикало гибелта на динозаврите. Едно от главните доказателства за метеоритната хипотеза е тънкият слой глина, повсеместно съответстващ на границата между геоложките периоди. В края на 1970-те години двамата Алварес и техни колеги публикуват труд, свидетелстващ за аномална концентрация на иридий в този слой, 15 пъти превишаваща номиналната. Предполага се, че този иридий има извънземен произход. В статия от 1980 г. те привеждат измервания на концентрацията на иридий в Италия, Дания и Нова Зеландия, превишаващи номиналната 30, 160 и 20 пъти съответно. Освен това в тази статия са уточнени възможните параметри на астероида и последствията от сблъсъка му със Земята. Също така в граничния слой са намерени частици от ударно преобразуван кварц и тектитно стъкло (което се образува само при астероидни удари и ядрени взривове), както и скални парчета, най-голямото съдържание на които по кредо-палеогеновата граница е открито в района на Карибския басейн (точно там, където се намира полуостров Юкатан).
Хипотезата на двамата Алварес получава поддръжка от част от научното общество, но в течение на 30 години са повдигани и много алтернативни (по-подробно виж в статията Масово измиране креда – терциер)
Към началото на 2010-те години са получени и други доказателства, включително резултати от компютърно моделиране, които показват, че такива падания на астероиди са имали дълговременни катастрофални последствия за биосферата. След това въпросната хипотеза става преобладаваща.